# Norton AntiVirus
Norton AntiVirus – це антивірусна програма від американської компанії Symantec. 2 жовтня 2014 стало відомо, що Symantec припиняє програму.
Назва афіксу Norton походить від назви колишньої компанії з розробки програмного забезпечення Peter Norton Computing, яка розробила цю програму. У 1990 році компанія була викуплена Symantec.
З моменту створення в 1990 році його щорічно використовують понад 250 мільйонів користувачів, що робить його найчастіше встановлюваною антивірусною програмою у світі. Однією з причин цього є те, що вона встановлена на багатьох ноутбуках, що продаються разом із Microsoft Windows, що полегшує залучення нових клієнтів.
За допомогою Norton AntiVirus ви можете, крім іншого:
- Виявлення шкідливих програм, комп'ютерних вірусів, троянських та шпигунських програм на жорсткому диску та інших носіях інформації.
- Ізолюйте та видаляйте шкідливі програми.
- Відновлення файлів, заражених вірусами.
- Перевірка вхідних та вихідних повідомлень електронної пошти за допомогою автоматичного налаштування поштової програми.

Програмне забезпечення можна оновлювати знову і знову за допомогою так званого LiveUpdate, щоб визначення вірусів завжди було актуальним. Ці оновлення можна завантажувати протягом одного року після реєстрації програмного забезпечення (90 днів для OEM-версій), після чого необхідно отримати нову передплату через Інтернет або придбати нову версію в магазинах або завантажити з Інтернету.
Norton AntiVirus продавався окремо та у складі пакету безпеки Norton Internet Security. З версії 2015 він доступний тільки в пакеті з Norton Security.[2] У 2014 році віце-президент Брайан Дай дійшов висновку про неефективність антивірусних програм. Більше того, продажі програмного забезпечення падали. Натомість Symantec все більше уваги приділяє боротьбі зі шкідливим ПЗ після його проникнення в мережі компаній.

## Критика
Компанія Symantec потрапила під вогонь через Norton AntiVirus, оскільки фахівець з безпеки пропустив шпигунське програмне забезпечення (кейлоггер та бекдор) ФБР США та його програму Magic Lantern без фільтрації через свою систему виявлення шкідливих програм, якщо програмне забезпечення містить адекватні технічні заходи безпеки для запобігання зловживань.